# Římskokatolická farnost Troubky
Římskokatolická farnost Troubky je územním společenstvím římských katolíků v rámci přerovského děkanátu olomoucké arcidiecéze s farním kostelem svaté Markéty.

## Historie
První písemná zmínka o obci pochází z roku 1348. O tři roky mladší je první písemná zmínka o kostele a faře, přesněji o právu dosazovat duchovního správce na faru u místního kostela. Současná podoba farního kostela pochází z roku 1872.

## Duchovní správci
Od července 2010 do 2021 byl farářem R. D. ThLic. Radek Sedlák, Ph.D. Od července 2021 zde působí R.D. Jan Surowczyk, který zároveň odsud spravuje farnost Tovačov.

## Bohoslužby
| Kostel        | Místo   | Bohoslužba (den)                          | Hodina                                                                          | Poznámka     |
| ------------- | ------- | ----------------------------------------- | ------------------------------------------------------------------------------- | ------------ |
| svaté Markéty | Troubky | neděle pondělí úterý čtvrtek pátek sobota | 9.00 (zima)/8.30 (léto) 17.00 17.00 (zima)/8.00 (léto) 17.00 (zima) 8.00 (zima) | Farní kostel |

## Aktivity farnosti
Ve farnosti se pravidelně koná tříkrálová sbírka. V roce 2017 se při ní v Troubkách vybralo 71 421 korun.
V letech 1995 až 2018 vycházel pro všechny farnosti děkanátu Přerov měsíčník Slovo pro každého.
Od roku 2007 působí ve farnosti chrámový sbor Trboučan.